# MS Serpentis
MS Serpentis (MS Ser / HD 143315) es una estrella binaria en la constelación de Serpens, en la región de Sepens Caput muy cerca del límite con Corona Boreal.
Tiene magnitud aparente +8,21 y se encuentra a 252 años luz del sistema solar.

## Componentes
La componente fría del sistema es una subgigante o gigante naranja de tipo espectral K2IV-III.
Posee una temperatura efectiva de 4600 K y una masa equivalente al 71% de la masa del Sol.
Su radio es 3,5 veces más grande que el radio solar y gira sobre sí misma con una velocidad de rotación proyectada de 15 km/s.
La componente caliente es una enana amarilla de tipo G8V —parecida a 82 Eridani— cuya temperatura es de 5500 K.
Con una masa de 0,84 masas solares, su radio es igual al del Sol.
Su velocidad de rotación es de al menos 7 km/s.
La luminosidad conjunta de ambas estrellas es 3,8 veces superior a la luminosidad solar.
El período orbital de esta binaria es de 9,0148 días, siendo el valor del semieje mayor de la órbita 0,044 UA.

## Cinemática
MS Serpentis tiene una órbita galáctica mucho más excéntrica que la del Sol (e = 0,31).
Ello provoca que su distancia respecto al centro de la Vía Láctea varíe entre 13.100 y 25.000 años luz.

## Variabilidad
MS Serpentis es una variable BY Draconis, habiéndose observado una variación de brillo de 0,11 magnitudes.
Emite energía en forma de rayos X, siendo su luminosidad en dicha región del espectro 0,034 × 1024 W.